# Epania parvula
Epania parvula là một loài bọ cánh cứng trong họ Cerambycidae.